# Opisthopsis haddoni
Opisthopsis haddoni är en myrart som beskrevs av Carlo Emery 1893. Opisthopsis haddoni ingår i släktet Opisthopsis och familjen myror.

## Underarter
Arten delas in i följande underarter:
- O. h. haddoni
- O. h. rufoniger

## Bildgalleri

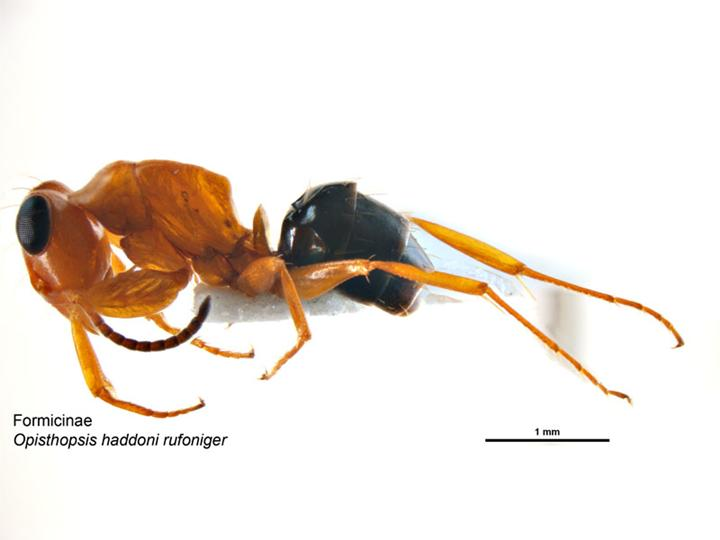